# マーティン半島

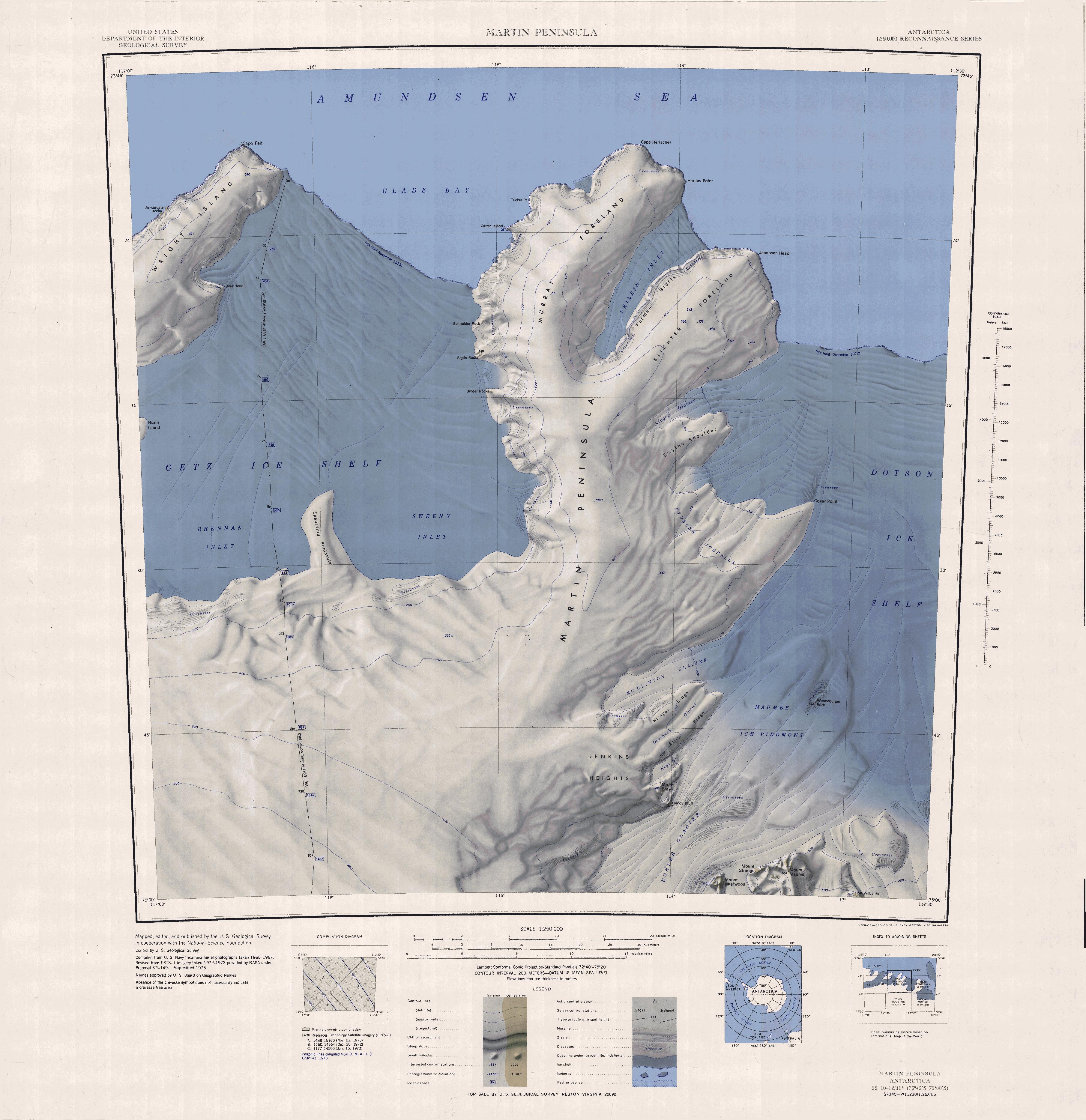
マーティン半島の地図（1978年）

マーティン半島（マーティンはんとう、英: Martin Peninsula）は、南極大陸西部（西南極）のマリーバードランドにある半島。

## 地理
マリーバーランドから突き出た、長さ96km・幅32kmの半島。辺縁に一部岩石露出部があるほかは、氷に覆われている。東にドットソン棚氷、西にゲッツ棚氷がある。
半島北部は Murray Foreland と Slichter Foreland のふたつに分岐している。マーティン半島で最も北に位置するのは Murray Foreland 先端の Cape Herlacher である。

## 歴史
1947年1月、アメリカ海軍のハイジャンプ作戦により詳細な航空写真が撮られた。
アメリカ合衆国の南極地名諮問委員会 (US-ACAN) により、ローレンス・マーティン大佐の名に因んで命名された。ローレンス・マーティンは陸軍軍人・地理学者で、1943年から1946年にかけてUS-SCANのメンバーを務め、アメリカ議会図書館とともに行った南極観測に携わった。